# Unrein
Unrein (с нем. — «Нечистый») — пятый студийный альбом немецкой группы Oomph!, вышедший в 1998 году на лейбле Virgin.
Запись Unrein проходила в немецкой студии Nagelstudio, в Мюнхене.
На этом альбоме было использовано три семпла из фильмов — два из Путь Карлито и один из «God’s Army».
В отличие от предыдущих концептуальных альбомов группы, 14 треков этого диска вращаются не вокруг конкретной темы, а отражают различные стороны человеческих переживаний, в частности — эксцессы веры, которым способствуют церковные учреждения, другими словами: Кто или что является настолько нечистым?
В ноябре 2006 года, песня «Gekreuzigt» была повторно выпущена в виде сингла под названием «Gekreuzigt 2006 / The Power of Love».

## Список композиций
Вся музыка написана Oomph!, все тексты написаны Деро Гои.
1. Mutters Schoß (01:12) («Материнское Чрево»)
2. Unsere Rettung (05:04) («Наше Спасение»)
3. Die Maske (06:06) («Маска»)
4. My Hell (05:19) («Мой Ад»)
5. Gekreuzigt (04:22) («Распятый»)
6. Zero Endorphine (03:06) («Нулевой уровень эндорфинов»)
7. Willst du mein Leben entern? (04:20) («Ты хочешь войти в мою жизнь?»)
8. (Why I’ll Never Be) Clean Again (05:28) («(Почему я никогда не буду) снова непорочным»)
9. Unrein (05:51) («Нечистый»)
10. Anniversary (04:51) («Годовщина»)
11. Foil (04:31) («Рапира»)
12. Bastard (06:51) («Ублюдок»)
13. Another Disease (05:30) («Очередная Болезнь»)
14. Meine Wunden (07:15) («Мои Раны»)

## Бисайды
1. This Time («На этот раз») — присутствует в сингле Unsere Rettung
2. Monolith («Монолит») — присутствует в сингле Unsere Rettung

## Cинглы
1. Gekreuzigt
2. Unsere Rettung

## Клипы
1. Gekreuzigt
2. Gekreuzigt (Remix)

## Участники записи
- Тоби (На концертах) — бас-гитара;
- Лео (На концертах) — ударные;
- Крэп — гитара, клавишные;
- Флюкс — гитара, семплер;
- Деро — вокал, ударные;
- Йор — менеджмент, фото, оформление;
- Матиас Ботор (Mathias Bothor) — фотограф;
- Леннарт Нилльсон (Lennart Nillson) — фотограф.